# Pola Raksa
Pola Raksa, narozena * 14. dubna 1941, Lida v současném Bělorusku v tehdejší anektované části Polska v Sovětském svazu, celým jménem Apolonia Raksa, je polská televizní, filmová a divadelní herečka. Patří mezi nejvýraznější herečky v dějinách polské kinematografie. Nejznámější je její role vojačky Marusji v úspěšném polském televizním seriálu Čtyři z tanku a pes (Czterej pancerni i pies, 1966-1970). Za svůj přínos polské kultuře byla několikrát oceněna. V roce 2003 ji čtenáři časopisu Super Express označili za nejkrásnější ze všech polských blondýnek.